# Lateran University Press
Lateran University Press este o casă de editură vaticană.
Universitatea Pontificală Laterană (cunoscută ca „Universitatea Papei”) până în 1928 publicase texte și reviste care aveau tematici inerente studiilor din facultăți, dar fără să fi fost fondată o adevărată casă de editură proprie.
La 6 noiembrie 2001, în timpul Dies Academicus (celebrare solemnă a deschiderii anului academic), pe atunci episcopul rector Eminența Sa Mons. Angelo Scola a inaugurat oficial casa de editură Lateran University Press, cu sediul în această Universitate, Statul Cetății Vaticanului, iar succesorul său, rectorul arhiepiscop Rino Fisichella, i-a continuat opera. Actualul director al Lateran University Press este Marco Cardinali.
Lateran University Press publică patru reviste științifice și o revistă destinată publicului larg, « Nuntium », precum și colecții de cărți.